# Tobias Mayer
Pour les articles homonymes, voir Mayer.
Tobias Mayer (né le 17 février 1723 à Marbach am Neckar (duché de Wurtemberg) et mort le 20 février 1762 à Göttingen) est un mathématicien, cartographe et astronome allemand. Autodidacte, il est devenu un scientifique reconnu ; il n'a jamais étudié à l'université, mais il y a enseigné.

## Biographie
La vie de Tobias Mayer s'est déroulée dans quatre villes : Esslingen, Augsburg, Nuremberg et Göttingen.

### Esslingen (1724 ou 1725–1744)
Il grandit dans un milieu modeste à Esslingen am Neckar, où la famille est déménagée quand il avait à peu près deux ans. Son père (1682-1731) s'appelle également Tobias et est fontainier. De 1729 à 1741, il va à l’école locale et à l’école latine à Esslingen. Comme les mathématiques ne sont pas enseignées dans cette école, Tobias se forme en autodidacte. Après la mort de son père en 1731, il est hébergé à l’orphelinat. En raison de ses aptitudes, il est encouragé pendant quelque temps par le maire d’Esslingen. À la mort de ce protecteur, Tobias passe sous l'aile d'un cordonnier avide de savoir : « Nous nous arrangions bien mon cordonnier et moi ; […] il avait de l'argent pour acheter des livres, mais pas de temps pour les lire : il fallait qu'il fasse des souliers. Moi, j'avais le temps de lire, mais pas d'argent pour acheter des livres. » Le soir, Tobias fait un résumé de ses lectures pour le cordonnier,.
Sa mère meurt en 1737. En 1739, il publie le premier plan de la ville d’Esslingen, et en 1741 un livre de géométrie et de mathématiques.

### Augsburg (1744–1746) et Nuremberg (1746–1751)
En 1744, après plusieurs tentatives très décevantes pour sortir de sa petite ville, il arrive à Augsbourg. En 1745 il fait paraître l’« Atlas mathématique » et un livre sur l’art des constructions militaires. En 1746, quand il obtient une place dans la maison de cartographie Johann Baptist Homann à Nuremberg, il a déjà publié deux travaux originaux de géométrie. Il décèle des inexactitudes dans les cartes alors utilisées en faisant chevaucher deux cartes connues et fait la preuve d’importantes différences, surtout dans la direction est-ouest. La mesure de la longitude d’une ville était alors seulement possible avec une incertitude importante.

### Göttingen (1752–1762)
En 1751, il épouse Maria Victoria, née Gnüg (1723–1780), fille de pasteur,, et, l’année suivante, naît son fils Johann Tobias (en), qui sera physicien comme son père.
En raison de ses apports dans le domaine de la cartographie et, vu sa réputation de scientifique, il est nommé, en 1751 également, à la chaire d’économie et de mathématiques de l’université de Göttingen.
De 1752 à 1756, il fait paraître des publications sur la détermination de la longitude, l’astronomie, la géophysique, les mathématiques et les instruments de mesure. Dans les années 1757–1762, il publie, malgré la Guerre de Sept ans, d’autres travaux d’astronomie et écrit aussi sur le champ magnétique terrestre et la théorie des couleurs.
En 1754, il devient directeur du nouvel observatoire de Göttingen, qui est hébergé dans une tour des remparts de la ville. Il y travaille avec beaucoup d’enthousiasme et de succès, jusqu’à ce qu’il meure du typhus en 1762. Sur son lit de mort, l'« immortel Mayer », comme le désigne Carl Friedrich Gauß, demande à Maria Victoria d'aller en Angleterre non seulement avec ses propres tables, mais aussi avec les observations de son ancien élève Carsten Niebuhr.

## Contributions

### Astronomie
L'article de Tobias Mayer paru dans Kosmographische Nachrichten en 1750 est une étude minutieuse de la libration lunaire. Ses cartes de la Lune (40 en tout), publiées par Lichtenberg en 1775 à titre posthume, ne seront pas dépassées durant un demi-siècle. Mais la renommée de Tobias Mayer repose principalement sur ses Tables de la Lune (Tabulæ motuum Solis et Lunæ novæ et correctæ), qui furent imprimées la première fois en 1752. En 1755, il remet au gouvernement anglais une version enrichie de ses Tables. La position de la Lune peut être déterminée avec une précision exceptionnelle de 75 secondes de degré et, par conséquent, la longitude en mer à 0,5 degré près. Ainsi est résolu le difficile problème de mesure de la longitude qui, jusqu’alors, a empêché une navigation sûre en haute mer. Une autre solution pour ce même problème est découverte à peu près en même temps par un horloger nommé John Harrison ; elle se fonde sur la mesure du temps au moyen de nouvelles montres qui, à bord de bateaux hauturiers à voiles, fonctionnent aussi avec une précision suffisante dans des conditions difficiles.
La théorie scientifique de Mayer, fondée sur les Tables de la Lune, est publiée à titre posthume à Londres en 1767 sous le titre Theoria Lunæ juxta systema Newtonianum (Théorie de la Lune selon le système newtonien). De même, à titre posthume, parait à Londres une version améliorée des Tables. Sa veuve apporte personnellement ces tables en Angleterre. En reconnaissance des grands mérites de Mayer dans la résolution du problème de la longitude, elle reçoit un don du gouvernement britannique de 3 000 livres. En effet, en 1714, le gouvernement britannique avait promis de récompenser par un prix de 20 000 livres la résolution de ce problème et un comité, le Board of Longitude, avait été institué à cet effet. Les cartes de la lune de Mayer sont reprises plus tard, entre autres par Johann Hieronymus Schröter.

### Découverte du «cercle de réflexion»

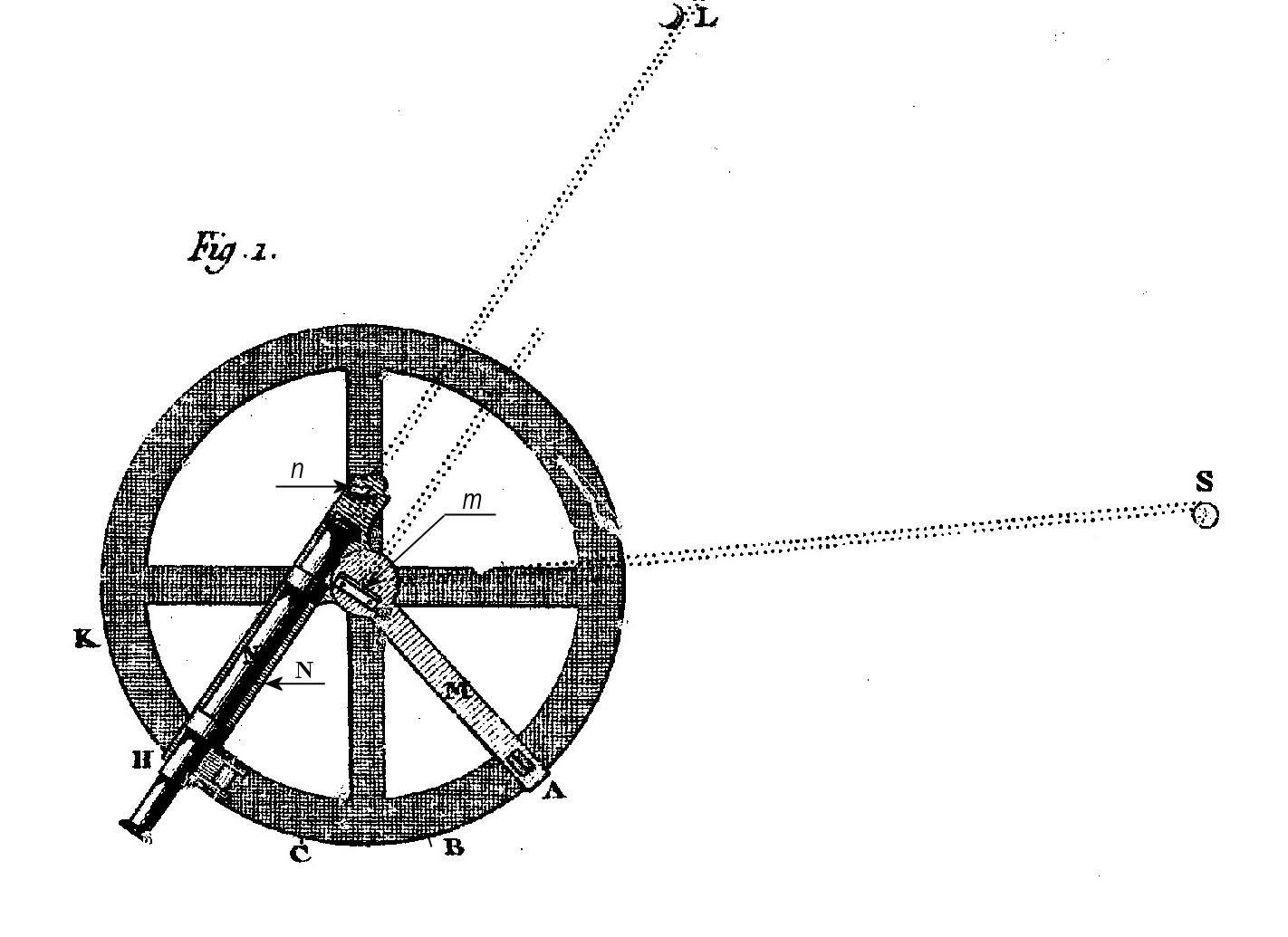
Cercle de réflexion de Mayer, 1767.

Au milieu du XVIIIe siècle apparaissent de faibles différences entre la loi universelle de la gravitation de Newton et la localisation des planètes effectivement observées. Ces différences s’élevaient pour la Lune à environ 5 minutes de degré, ce qui pouvait entraîner une incertitude de 2,5 degrés dans la détermination du degré de longitude terrestre. Selon la latitude, cela correspondait respectivement à une déclinaison et une inexactitude de navigation pouvant atteindre 150 milles nautiques. Des déterminations plus précises étant nécessaires pour l’élaboration d’une meilleure théorie du mouvement de la Lune, Tobias Mayer construit un nouvel instrument de mesure astronomique, nommé cercle de réflexion.
L’équipement, d’abord utilisé dans la mesure terrestre, est composé d’une lunette de visée qui reçoit l’image simultanée de deux objets éloignés l’un de l’autre. La première image est obtenue par vision directe et la seconde par réflexion sur deux petits miroirs. L’avantage de l’invention de Mayer est que l’angle formé par la réflexion est le double de l’angle véritable. Les défauts de lecture ou de jeu du mécanisme sont ainsi divisés par deux. En répétant l’observation une seconde fois, on divise les erreurs par quatre etc. et l’on peut arriver ainsi à une précision vingt fois plus grande qu'avant.

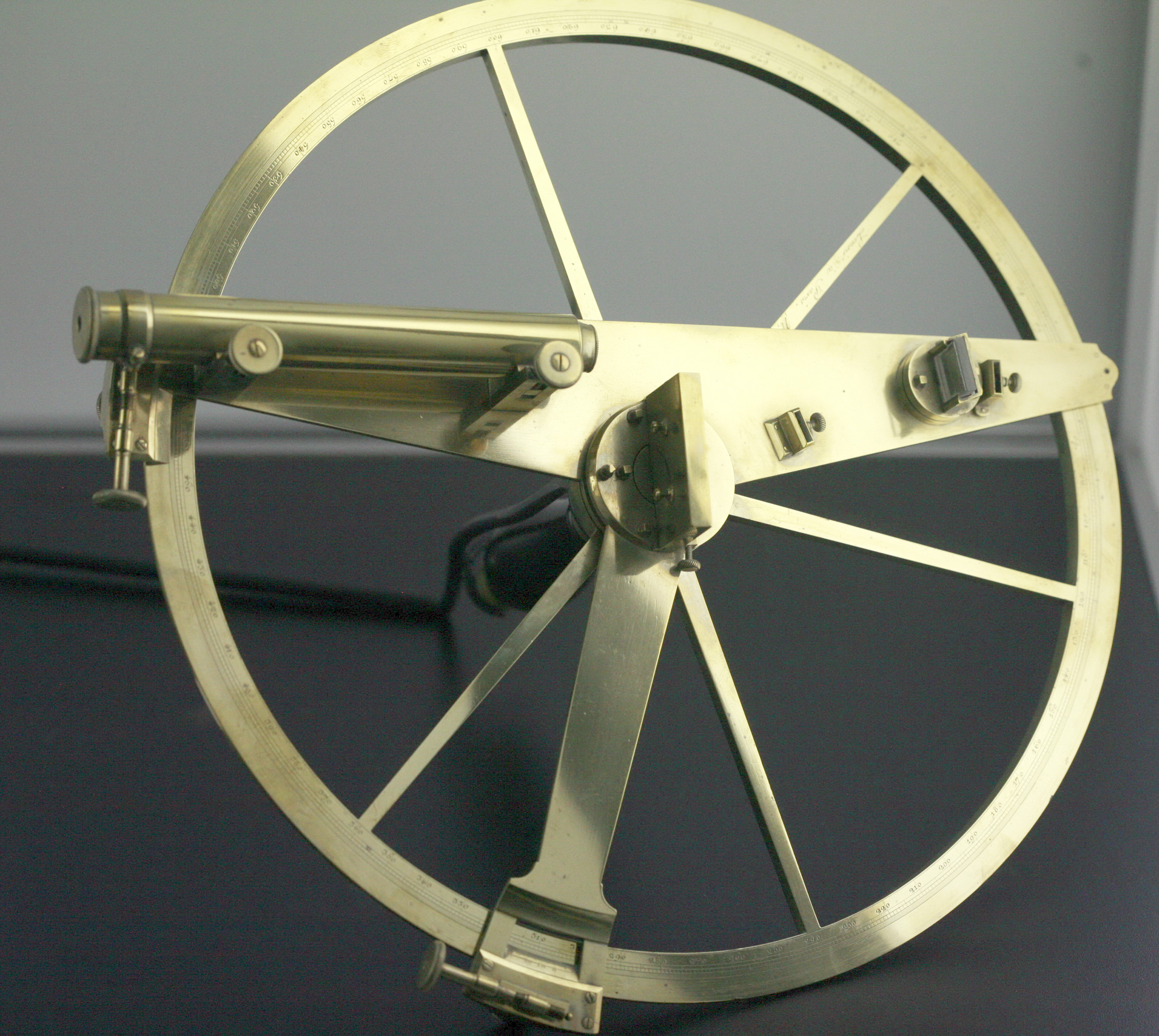
Cercle de réflexion dit de Borda, construit par Étienne Lenoir, 1786.

Tobias Mayer applique ce principe de répétition à un disque astronomique. On détermine la différence d’angle recherchée entre la Lune et une étoile par des mesures répétées et la division correspondante par le nombre d’opérations. Ainsi Mayer réussit, à partir de 1755, à établir ses Tables de la Lune avec une précision d’environ une minute. Plus tard, l’astronome Franz Xaver von Zach (1754–1832) décrit le disque de Mayer comme la plus importante découverte astronomique du XVIIIe siècle.
Les premiers modèles de ce nouvel appareil sont fabriqués à partir de 1750 à Göttingen et, à partir d’environ 1757, à Londres par John Bird. Rapidement, Tobias Mayer discerne que la précision qu’il peut atteindre avec l’aide d’un tel instrument pour sa théorie de la Lune permet aussi une détermination fiable de la longitude. Ainsi, seulement trois ans après la mort de Mayer, les mesures du Board of Longitude anglais montrent que la précision de la localisation en mer avec sa méthode peut être améliorée d’environ 60 milles nautiques. À partir de 1775, ces appareils, connus comme les « cercles de Borda », sont optimisés et connaissent une ample diffusion (Jean-Charles de Borda a amélioré l'invention de Mayer).

### Solution au problème du degré de longitude
À l’exception d’un léger décalage parallactique, la Lune apparaît lors d’une observation simultanée à la même heure à la même position du ciel étoilé, également quand cette observation se fait de lieux terrestres différents. Simultanément signifie ici au même temps universel. À une date considérée, la déclinaison de la véritable heure locale, qu’on détermine par l’observation de la position du Soleil, dépend du degré de longitude de l’observateur. Comme la Lune se déplace autour de la Terre d’environ 33 minutes angulaires par heure par rapport aux étoiles fixes, on détermine par la mesure précise correspondant à l’écart d’angle entre la Lune et les étoiles fixes, la déclinaison de la véritable heure locale du temps universel, et ainsi, du degré de longitude de l’observateur, tant que des données suffisamment précises sur la position de la Lune par rapport aux étoiles fixes sont disponibles par rapport au temps universel.
On doit aussi à Tobias Mayer un catalogue de 998 étoiles zodiacales.

### Psychophysique
« Dans les années 1750,, Tobias Mayer, professeur d'astronomie et de mathématiques appliquées (économie) à l'université de Göttingen, effectue deux recherches sur la psychophysique quantitative visuelle. Il en déduit que l'acuité visuelle dépend suivant une loi de puissance de l'intensité de la lumière éclairant le motif de stimulus. Ses mesures comparent l'acuité visuelle déterminée par des points noirs isolés et l'acuité visuelle mesurée par des motifs en grille ou en damier (cette dernière considérée par lui comme la « vraie » mesure de l'acuité visuelle).
Mayer développe également un espace de couleurs hexaédrique à trois dimensions à partir de la définition des mélanges soustractifs de couleurs des trois couleurs primaires (rouge, jaune, bleu). Cet espace de couleurs peut être considéré comme le prédécesseur des tables de couleurs d'Ostwald et de Munsell, qui viendront plus tard. Mayer a donné une description quantitative simple de chacune des teintes de son espace de couleurs.
Les deux études psychophysiques sont issues de l'intérêt porté par Mayer à des problèmes pratiques d'astronomie et de cartographie. »

## Œuvres

### Publications
- Neue und allgemeine Art, alle Aufgaben aus der Geometrie vermittelst der geometrischen Lineen leichte auzulösen — Insbesondere wie alle reguläre und irreguläre Viel-Ecke, davon eine Verhältnis ihrer Seiten gegeben, in den Circul geometrisch sollen eingeschrieben werden etc. — Samt einer kurzen hierzu nöthingen [sic] Buchstaben-Rechenkunst und Geometrie […], Esslingen, 1741
- (la) Articles dans les Commentarii Societatis Regiæ Scientiarum Gottingensis[19] :
  - vol. 1, 1752 :
    - « Latitudo geographica Urbis Norimbergæ e novis observationibus deducta » (La latitude de la ville de Nuremberg déduite d'observations nouvelles)
    - « Observationes quædam astronomicæ Norimbergæ A. 1749. et 1750 habitæ in ædibus Hommannianis » (Quelques observations astronomiques faites à Nuremberg en 1749 et 1750 chez Homann)

  - vol. 2, 1752 :
    - « In parallaxin Lunæ eiusdemque a Terra distantiam inquisitio » (Recherche sur la parallaxe de la Lune et sur sa distance de la Terre) — Lu le 8 avril 1752
    - « Nova methodus perficiendi instrumenta geometrica et novum instrumentum goniometricum» (Nouvelle méthode pour réaliser des instruments géométriques et un nouvel instrument goniométrique) – Lu le 7 octobre 1752
    - « Novæ tabulæ motuum Solis et Lunæ » (Nouvelles tables des mouvements du Soleil et de la Lune)

  - vol. 3, 1753 :
    - « Tabularum lunarium usus […] in investiganda longitudine maris » (Usage des tables lunaires dans la recherche de la longitude en mer)
    - « Observationes astronomicæ a[nno] 1753 Gottingæ habitæ » (Observations astronomiques faites à Göttingen en 1753)

  - vol. 4, 1754 :
    - « Experimenta circa visus aciem » — Lu le 6 avril 1754
- « Wien », dans Göttingische Anzeigen von den gelehrten Sachen, 1753, p. 1117–1120[20]
- « Versuch einer Erklärung des Erdbebens » (Essai d'explication du tremblement de terre), dans Nützliche Samlungen, 1756, p. 289–296
- Theoria Lunæ juxta systema Newtonianum […] edita jussu præfectorum rei longitudinariæ (Théorie de la Lune selon le système newtonien publiée sur l'ordre des directeurs du bureau [anglais] des longitudes), Londres, Richardson & Clark, 1767[21]
- Tabulæ motuum Solis et Lunæ novæ et correctæ auctore Tobia Mayer : quibus accedit methodus longitudinum promota eodem auctore (Nouvelles tables corrigées des mouvements du Soleil et de la Lune par Tobias Mayer — Méthode [pour déterminer] la longitude proposée par le même), Londres, Richardson, 1770
  - Mayer's lunar tables, improved by Mr. Charles Mason. Published by order of the Commissioners of Longitude, 1787
- Astronomical observations made at Göttingen from 1756 to 1761, 1826
- Mathematischer Atlas (Atlas mathématique)[22], 1745 — Écrit avec Johann Wolfgang Baumgarten et Johann Georg Pinitz[23],[24]
- Georg Christoph Lichtenberg (éd.), Tobiae Mayeri […] opera inedita : commentationes Societatis Regiæ Scientiarum oblatas quae integræ supersunt cum tabula selenographica complectens, 1775, p. 394–413 — Lichtenberg a écrit un appendice sur les observations. Contient De affinitate colorum commentatio
  - Tobias Mayer's Opera inedita : the first translation of the Lichtenberg edition of 1775, trad. Eric G. Forbes, Macmillan, 1971, 166 p.
- (avec Samuel Vince, James Bradley, Nicolas-Louis de Lacaille et le baron Franz Xaver von Zach) A complete system of astronomy, Londres, G. Woodfall, 3 vol., 1808–14 — En ligne : vol. 1vol. 2 ; vol. 3
- Kosmographische Nachrichten und Sammlungen auf das Jahr 1748, 1850
- Erhard Anthes (dir.), Schriften zur Astronomie, Kartographie, Mathematik und Farbenlehre, Georg Olms  (ISBN 3-487-11238-8)

### Cartes
- La Comté de Glatz avec le [sic] Principauté de Munsterberg dressée sur des dessins autographes — Comitatus Glaciensis tabula geogr[aphica] ex autographis delineationibus depromta, Héritiers de Homann, 1747
- Carte des Indes Orientales, 1748
- Ducatus Silesiæ tabula geographica generalis statui hodierno — Le Duché de Silésie suivant l'état présent, 1749
- Mondkarte (Carte de la Lune), v. 1750
- Iter Mayerianum ad musas Goettingensis Norimberga, 1751
- [Lan]dgraviatus Hasso-Darmstattini et omnium eo spectantium terrarum repræsentatio geographica, fo 1, 1751
- Carte critique de l'Allemagne — Germaniæ […] Mappa critica
- (avec Jean Palairet (en)) Bowles new pocket map of the Seven United Provinces with their dependencies

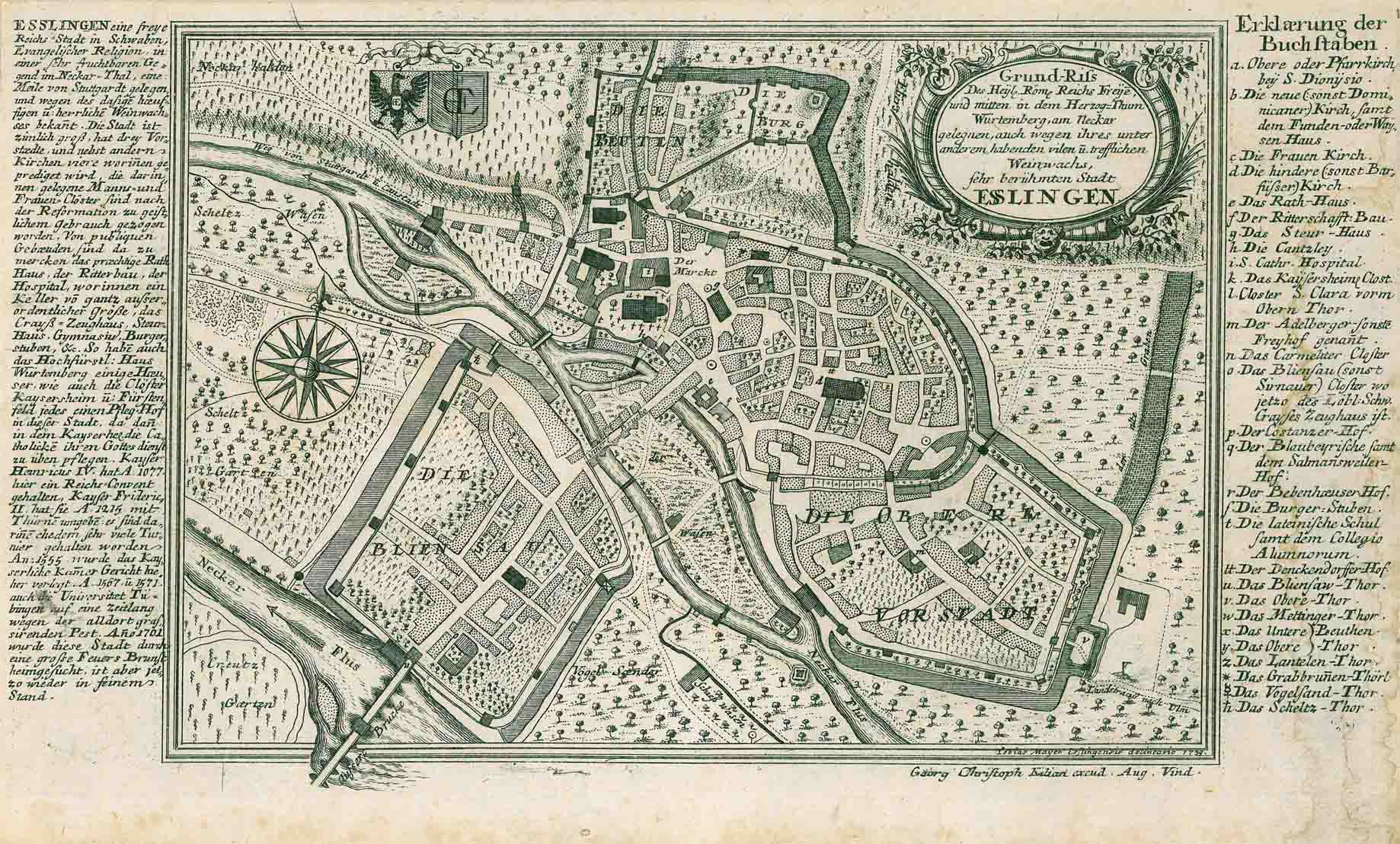
Carte d'Esslingen, créée quand il avait seize ans
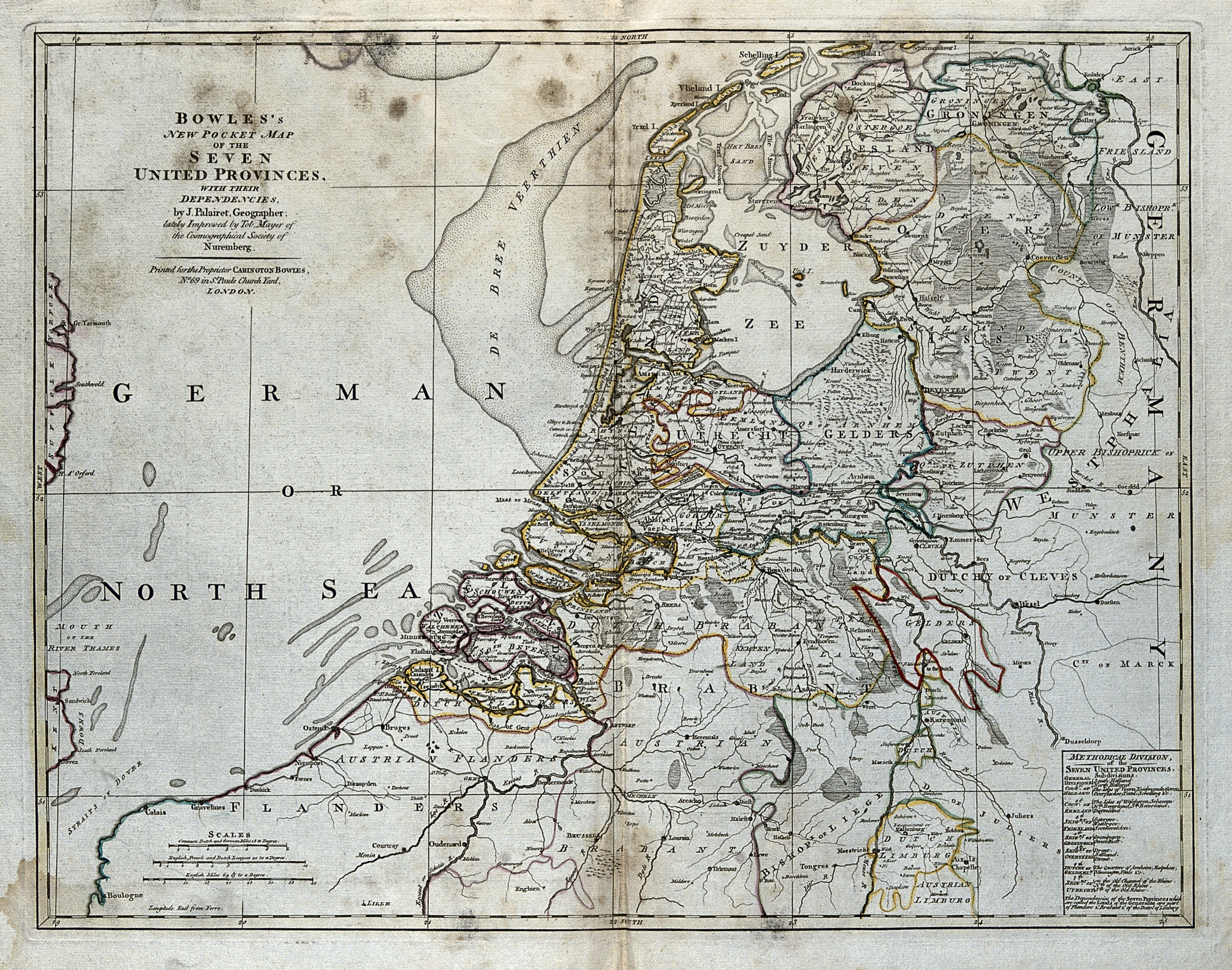
Carte des Pays-Bas
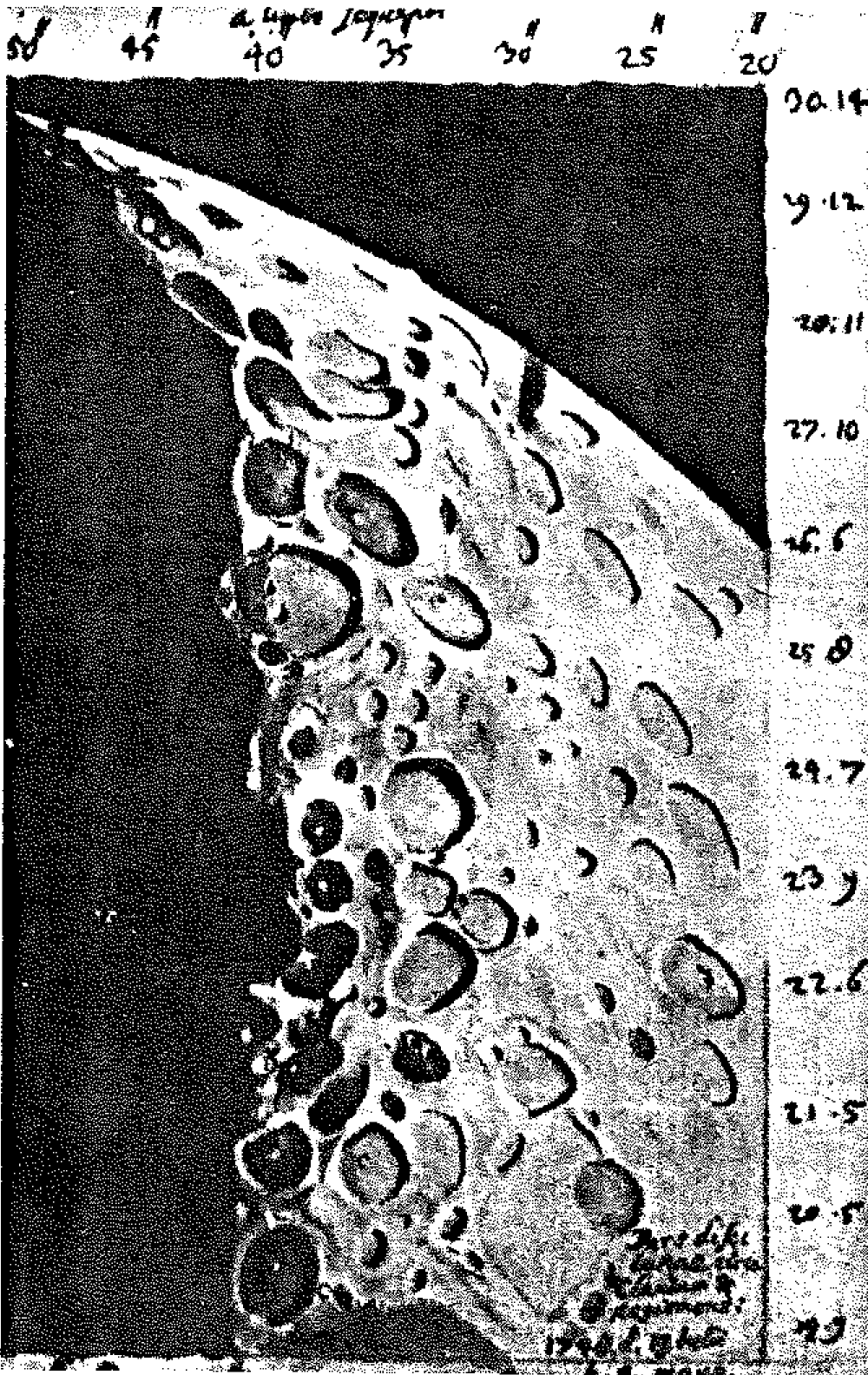
La Lune, coucher de soleil sur Clavius
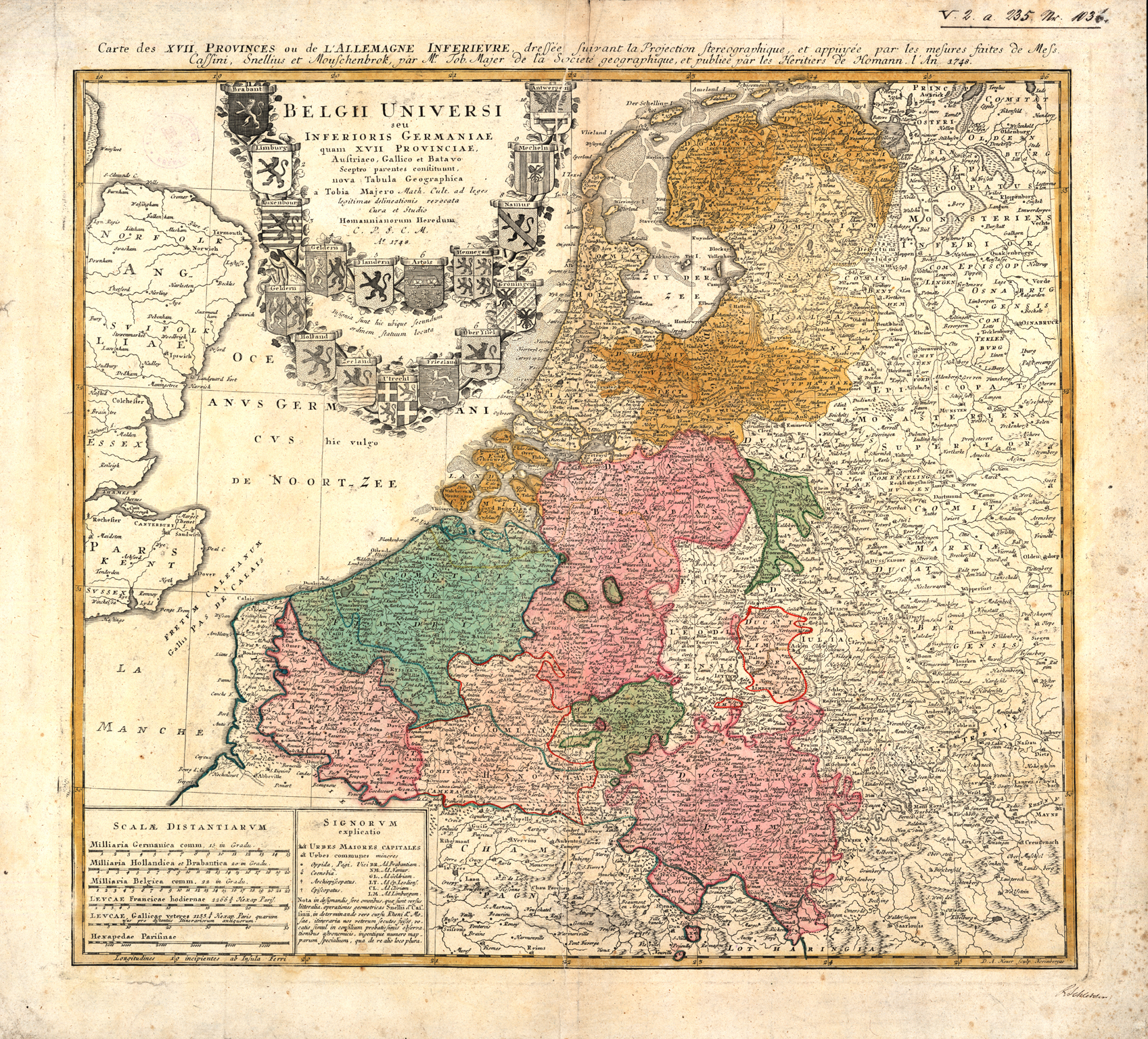
Carte de ce qu'on a appelé le Benelux
Carte critique de l'Allemagne

### Correspondance
- Eric G. Forbes, The Euler–Mayer correspondence, 1751–1755 : a new perspective on eighteenth-century advances in the lunar theory, American Elsevier, 1971, 117 p.
- Eric G. Forbes, « La correspondance astronomique entre Joseph-Nicolas Delisle et Tobias Mayer », dans Revue d'histoire des sciences, vol. 36, no 2, 1983, p. 113–151 — Dix lettres (1748–1751), avec un article de Forbes. Joseph-Nicolas Delisle est un cartographe français.
- Eric G. Forbes et Jacques Gapaillard, « La correspondance astronomique entre l'abbé Nicolas-Louis de Lacaille et Tobias Mayer/The astronomical correspondence between the abbé Nicolas-Louis de Lacaille and Tobias Mayer », dans Revue d'Histoire des Sciences, 49 (4):483-541 (1996) — L'abbé de Lacaille est un astronome français.

## Bibliographie

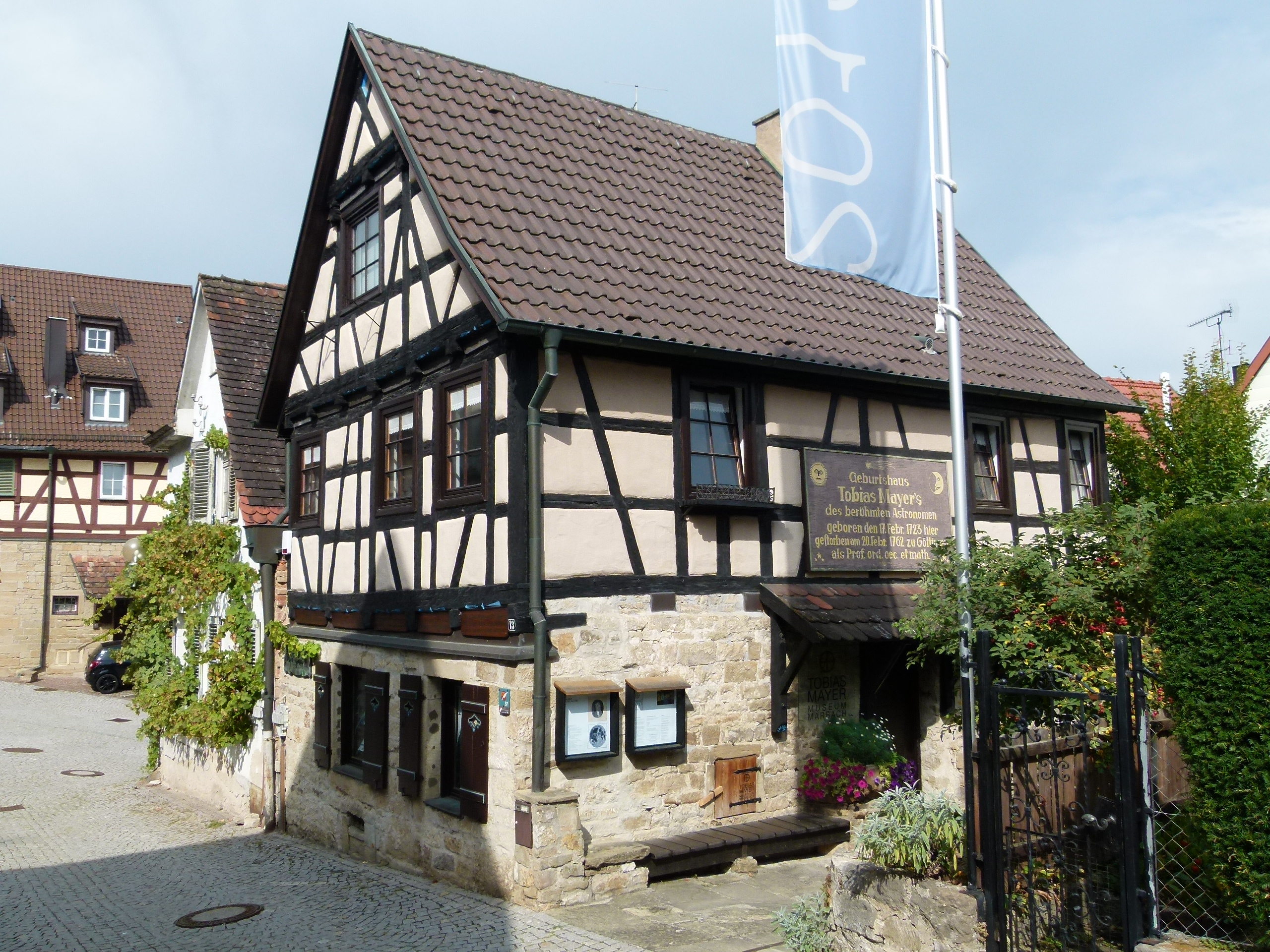
La maison natale de Tobias Mayer, qui héberge le musée

## Mémoire
- La maison de naissance de Tobias Mayer héberge depuis 1996 le musée Tobias Mayer[27]. Elle se situe non loin de la maison natale de Friedrich Schiller au No 13 de la rue Torgasse à Marbach am Neckar. Le musée a été réalisé et est géré par l’association Tobias Mayer.
- Le cratère lunaire T. Mayer (en) est ainsi nommé par Johann Hieronymus Schröter en 1802.
- Il y a une école Tobias-Mayer à Marbach am Neckar[28].
- Il y a une rue Tobias Mayer à Esslingen am Neckar[29].